# Ex fan des sixties (album)
Pour les articles homonymes, voir Ex-fan des sixties.
Albums de Jane Birkin
Lolita Go Home
(1975) Baby Alone in Babylone
(1983)
Singles
1. Ex fan des sixties
Sortie : janvier 1978
2. Nicotine
Sortie : juin 1978

Ex fan des sixties est un album de chansons écrites et composées par Serge Gainsbourg pour Jane Birkin, sorti en 1978.
L'inspiration s'y révèle très diverse, entre le jeu avec l'image de sex-symbol de l'actrice (« Classée X », « Rocking Chair »), l'évocation de la dépression (« Apocalypstick », « Dépressive ») ou la nostalgie des pop-stars disparues.
Le portrait désabusé intitulé « L'Aquoiboniste » est à l'origine celui de Jacques Dutronc, un « clin d'œil à l'ami Jacques Dutronc initialement donné à chanter à Françoise Hardy qui l'a refusé et que Jane Birkin semble dédier à son auteur ». Cette chanson est inspirée de la chanson de Maurice Donnay « Le Jeune Homme triste » (1893), enregistrée par Yvette Guilbert.
Trois chansons se signalent par leur recherche formelle. « Exercice en forme de Z » renvoie doublement à Raymond Queneau : il fait référence à ses Exercices de style et à Zazie dans le métro. La chanson « Classée X » « recense des rimes en X ». « Le Velours des vierges » est un poème composé de trois septains d'heptasyllabes, séparés par un refrain hétérométrique, consacré à de fascinantes amazones. Ce dernier titre a été repris par Élodie Frégé dans son album Le Jeu des 7 erreurs en 2007.
Jane Birkin a témoigné des conditions d'enregistrement : « J’avais d’épouvantables difficultés à chanter “Ex-fan des sixties”, c’était une question de rythme. Serge ne comprenait pas que je n’y arrive pas. Au bout de cinquante essais, on a laissé tomber, ça devenait tragique. Finalement, on a recommencé six mois plus tard et, entre-temps, Elvis était mort, ce qui fait que Serge a changé les paroles, sinon ça se terminait par “Et la pauvre Janis Joplin”. »

## Liste des titres
| No  | Titre                                       | Durée      |
| --- | ------------------------------------------- | ---------- |
| 1.  | Ex fan des sixties                          | 3 min 00 s |
| 2.  | Apocalypstick                               | 2 min 35 s |
| 3.  | Exercice en forme de Z                      | 2 min 30 s |
| 4.  | Mélodie interdite                           | 3 min 10 s |
| 5.  | L'Aquoiboniste                              | 2 min 18 s |
| 6.  | Vie mort et résurrection d'un amour passion | 3 min 07 s |
| 7.  | Nicotine                                    | 2 min 30 s |
| 8.  | Rocking Chair                               | 2 min 12 s |
| 9.  | Dépressive                                  | 3 min 40 s |
| 10. | Le Velours des vierges                      | 2 min 59 s |
| 11. | Classée X                                   | 2 min 07 s |
| 12. | Mélo mélo                                   | 2 min 45 s |

Titres bonus sur la réédition de 2001
| No  | Titre                                                           | Durée      |
| --- | --------------------------------------------------------------- | ---------- |
| 13. | Ballade de Johnny Jane                                          | 2 min 41 s |
| 14. | Raccrochez c'est une horreur (bonus, duo avec Serge Gainsbourg) | 2 min 58 s |
| 15. | Yesterday, Yes a Day (bonus, chanson du film Madame Claude)     | 2 min 58 s |

### Ressource audiovisuelle
- « Jane Birkin "Ex fan des sixties" » [vidéo], programme INA Chansons (3 min), INA, 23 juillet 2023.